# Grand Bazar de la Place Saint-Lambert

De Grand Bazar de la Place Saint-Lambert was een Belgisch warenhuis aan de Luikse Place Saint-Lambert. Het warenhuis werd geopend in 1885 en sloot door een faillissement in 1977. 
Het warenhuis had filialen in Hoei, Neupré, Seraing-Jemeppe, Seraing-Boncelles en Verviers.

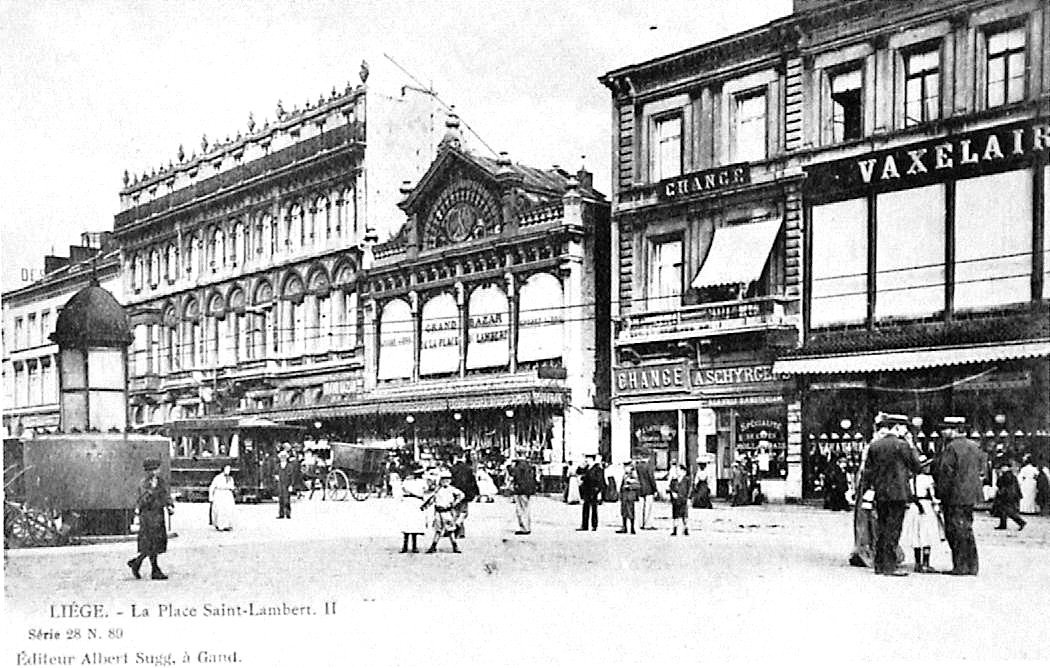
De Grand Bazar in het begin van de 20e eeuw

De Luikse onderneming had geen (directe) band met de Grand Bazar warenhuisketen met de hoofdzetel in Antwerpen die later opging in GB-Inno-BM.

## Geschiedenis
In 1885 opende de voormalige marktkoopman Auguste Thiriart het eerste warenhuis aan de Place Saint-Lambert in Luik. Hiervoor had hij het jaar daarvoor het pand van de bank Dubois de Mélotte de Noidans gekocht. De architect Petit kreeg opdracht om het warenhuis te ontwerpen met een gevel van staal en glas. Omdat de winkel een zeer uitgebreid assortiment voerde kreeg het de naam 'Grand Bazar'. 
Door de verkoopsuccessen werd het warenhuis in 1900 uitgebreid aan de linkerzijde naar een pand van de architect Jean-Pierre Cluysenaar uit 1853. Vanwege de Wereldtentoonstelling van 1905 werden de gevels in 1904 afgebroken en vervangen door gevels van de hand van de architect Arthur Snyers. 
In de jaren 50 vond er opnieuw een uitbreiding plaats in modernistische stijl. 
Na de succesvolle jaren 50 en 60 ging het bergafwaarts. Dit leidde ertoe dat in 1974 een beroep werd gedaan op het Zwitserse warenhuis Jelmoli. Deze nam een aandelenbelang van 26 %, waardoor de Belgische Staat garant stond voor een lening van 500 miljoen Belgische francs. Daarnaast verdwenen 400 van de 1.800 arbeidsplaatsen.
In 1975 volgde een nieuw krediet van 100 miljoen Belgische francs. Het aantal arbeidsplaatsen werd verder gereduceerd naar 750. 
Op 26 juni 1977 sloot het warenhuis uiteindelijk zijn deuren ten gevolge van een faillissement.

## Voormalige Belgische filialen

### Seraing-Jemeppe
Op de hoek van de Rue Joseph Wettinck 2-2a en de Rue des Quatre Grands werd in 1954 een filiaal geopend. Het is een pand in modernistische stijl met een ronding in de gevel. Het filiaal werd in 1974 gesloten. Het werd daarna omgebouwd tot rusthuis, bank en een winkel.

## Voormalige Nederlandse filialen
De Grand Bazar had tevens een aantal filialen in Nederland. In Maastricht werd in 1954 de omstreeks 1908 opgerichte Grand Bazar de Maestricht in de Kleine Staat overgenomen. Later volgden Geleen (1957), Heerlen (1961) en Eindhoven. Eind jaren 1960 werd in Maastricht een groot, nieuw warenhuis in aanbouw genomen, maar dit heeft nooit als zodanig gefunctioneerd (zie: Entre Deux). Als gevolg van de slechte financiële situatie waarin de Grand Bazar omstreeks 1970 verkeerde, wilde men de Nederlandse filialen afstoten en werden gesprekken gevoerd met De Bijenkorf, die eerder de Nederlandse filialen van de Grand Bazar d'Anvers had overgenomen om er filialen van Galeries Modernes in te vestigen. Uiteindelijk gingen de filialen failliet en werden de panden overgenomen door Vroom en Dreesmann. De Maastrichtse Grand Bazar met zijn kenmerkende art-nouveaugevel werd afgebroken en samengevoegd met de in de Grote Staat gevestigde V&D. In 2003 werd het pand weer gesplitst en kwam in het deel van de Grand Bazar een filiaal van De Bijenkorf. De filialen in Eindhoven en Heerlen werden tot 2015 eveneens voortgezet als V&D en richtten zich op woninginrichting en huishoudelijke artikelen.

## Verder lezen
- (fr)  Marcel Conradt (2013): Livre d'or du Grand Bazar de la Place Saint-Lambert